# Akça Koca
 (février 2020).
Si vous disposez d'ouvrages ou d'articles de référence ou si vous connaissez des sites web de qualité traitant du thème abordé ici, merci de compléter l'article en donnant les références utiles à sa vérifiabilité et en les liant à la section « Notes et références ».
Ne doit pas être confondu avec Akçakoca.
Akça Koca (en arabe : أكجا كوجا), né au XIIIe siècle et mort vers 1326, est l'un des lieutenants les plus proches d'Osman Ier, le fondateur de l'Empire ottoman.

## Biographie

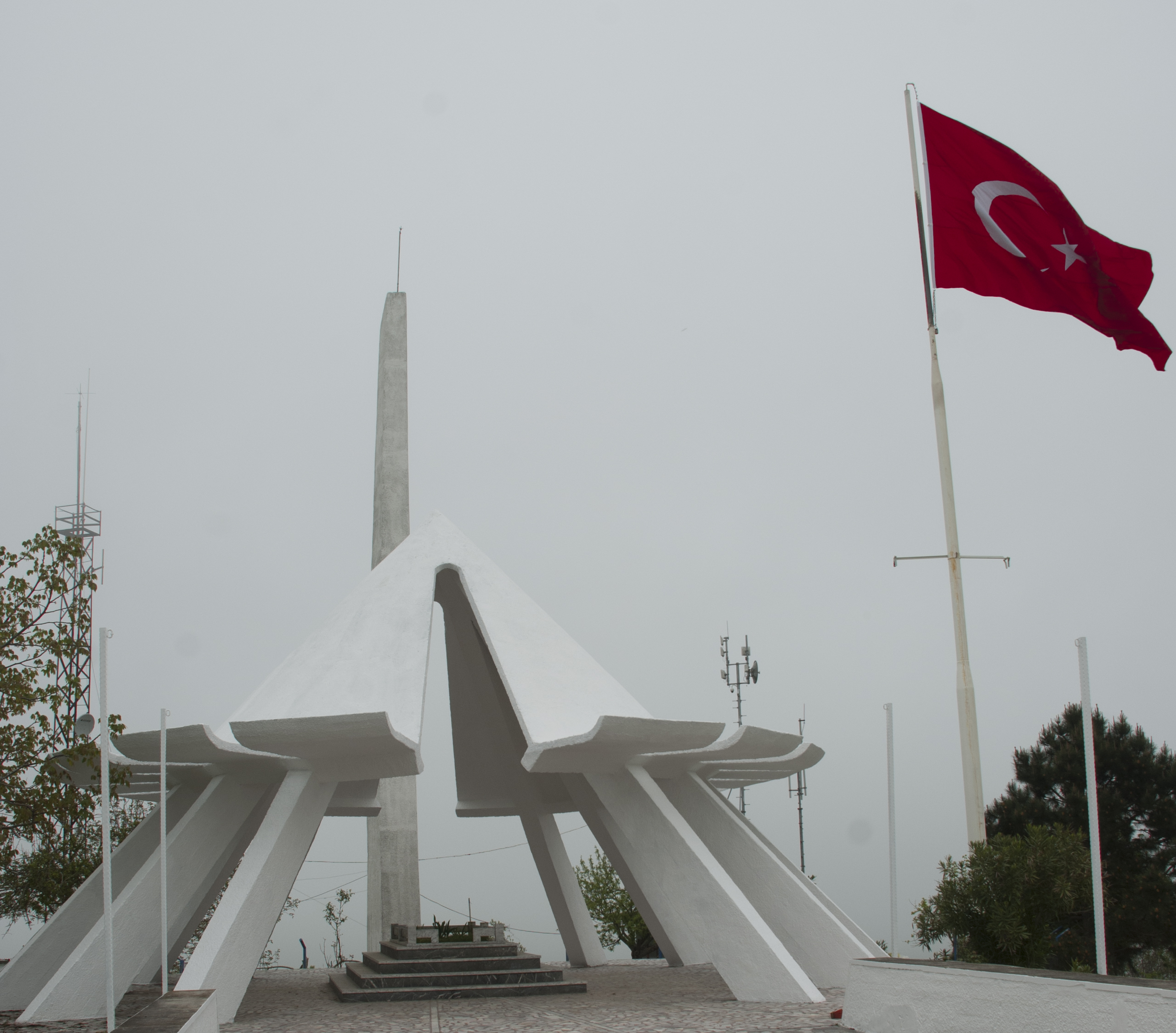
Tombe d'Akça Koca à Kandıra.

Akça Koca a formé un groupe de guerriers très solides, comme Turgut Alp, Konur Alp, Samsa Çavuş, Abdurrahman Gâzi et Aykut Alp. Ce dernier est l'un des anciens gouverneurs ottomans, a été nommé gouverneur d'İnönü en 1301. Aykut Alp, qui a longtemps servi l'Empire ottoman, est mort assassiné.
Après qu'Osman Gâzi soit devenu le chef de la tribu Kayı, il a fait de tous ses amis proches ses commandants les plus fiables.
Ces commandants mènent de nombreux batailles qui ont permis à l'Empire ottoman de s'établir.
En 1320, il est chargé de la conquête d'Izmit et de ses environs. Il a bâti quelques-uns des châteaux du lac Aya (aujourd'hui lac Sapanca) 
et en fait de l'un d'entre eux son quartier général, puis Pazaryeri et Kandıra. Le château de Samandıra a été donné à Akça Koca comme propriété. Toutes les conquêtes ottomanes entre Izmit et Üsküdar ont été réalisés par Akça Koca et son ami Abdurrahman Gâzi.
La mort d'Akça Koca survient en environ 1326 et sa tombe se trouve sur une colline à Kandıra. Après sa mort, la ville d'Akçakoca, à 50 km de Düzce à l'époque, a reçu le nom d'Akça Koca.
Le fils d'Akça Koca, Hacı İlyas, et ses petits-fils Gebze Gâzi et Fazlullah, ont servi eux aussi dans l'Empire ottoman.